# 1456
| [ Edytuj tabelę ]                          | |
| Król Polski                                | - 1447 Kazimierz IV Jagiellończyk 1492 |
| Książę Albanii                             | - 1443 Skanderbeg 1468 - 1446 Lekë Dukagjini 1481 |
| Współksiążęta Andory                       | - 1437 Arnau Roger de Pallars 1461 - 1436 Gaston IV 1472 |
| Król Anglii                                | - 1422 Henryk VI 1461 |
| Król Aragonii i Walencji, hrabia Barcelony | - 1416 Alfons V Aragoński 1458 |
| Władca Azteków                             | - 1440 Montezuma I 1468 |
| Elektor Brandenburgii                      | - 1440 Fryderyk II Żelazny 1471 |
| Książę Bawarii-Landshut                    | - 1450 Ludwik IX Bogaty 1479 |
| Książę Bawarii-Monachium                   | - 1438 Albert III 1460 |
| Książę Burgundii                           | - 1419 Filip III Dobry 1467 |
| Sułtan Brunei                              | - 1433 Sulaiman 1473 |
| Cesarz Chin                                | - 1449 Jingtai 1457 |
| Król Cypru                                 | - 1432 Jan II 1458 |
| Król Czech                                 | - 1440 Władysław Pogrobowiec 1457 |
| Król Danii                                 | - 1448 Chrystian I 1481 |
| Dalajlama                                  | - 1391 Gendun Drup 1474 |
| Władca Egiptu                              | - 1453 Al-Aszraf Inal 1461 |
| Cesarz Etiopii                             | - 1434 Zara Jaykob Konstantyn 1468 |
| Król Francji                               | - 1422 Karol VII 1461 |
| Król Gruzji                                | - 1446 Jerzy VIII 1465 |
| Hrabia Holandii                            | - 1433 Filip III Dobry (z Burgundii) 1467 |
| Władca Inków                               | - 1438 Pachacutec 1471 |
| Cesarz Japonii                             | - 1428 Go-Hanazono 1464 |
| Kalif                                      | - 1455 Al-Mustandżid 1479 |
| Król Kastylii i Leónu                      | - 1454 Henryk IV 1474 |
| Patriarcha Konstantynopola                 | - 1453 Gennadiusz II Scholar 1456 - 1456 Izydor II Ksantopulos 1457 |
| Władca Korei                               | - 1455 Sejo 1468 |
| Wielki książę litewski                     | - 1440 Kazimierz IV Jagiellończyk 1492 |
| Cesarz Majapahitu                          | - 1453 bezkrólewie 1456 - 1456 Girishawardhana 1466 |
| Sułtan Maroka                              | - 1421 Abdulhak II 1465 |
| Książę Mediolanu                           | - 1450 Franciszek I 1466 |
| Senior Monako                              | - 1454 Catalan 1457 |
| Wielki książę moskiewski                   | - 1425 Wasyl II Ślepy 1462 |
| Król Nawarry                               | - 1441 Jan II Aragoński 1479 |
| Król Norwegii                              | - 1450 Chrystian I 1481 |
| Sułtan Omanu                               | - 1451 Umar ibn al-Chattab 1490 |
| Elektor Palatynatu                         | - 1449 Fryderyk I 1476 |
| Papież                                     | - 1455 Kalikst III 1458 |
| Król Portugalii                            | - 1438 Alfons V 1481 |
| Cesarz Rzymski (niemiecki)                 | - 1440 Fryderyk III Habsburg 1493 |
| Kapitanowie Regenci San Marino             | - 1455 Giacomo d'Antonio Samaritani Bartolo di Giovanni di Casalino 1456 - 1456 Girolamo di Francesco Belluzzi Riccio di Andrea 1456 - 1456 Niccolò di Michelino Girolamo di Antonio 1457 |
| Despota Serbii                             | - 1429 Jerzy I Branković 1456 - 1456 Łazarz II Branković 1458 |
| Elektor Saksonii                           | - 1428 Fryderyk II Łagodny 1464 |
| Król Szkocji                               | - 1437 Jakub II 1460 |
| Król Szwecji                               | - 1448 Karol Knutsson Bonde 1457 |
| Król Tajlandii                             | - 1448 Borommatrailokkanat 1488 |
| Sułtan Turków                              | - 1451 Mehmed II Zdobywca 1481 |
| Doża Wenecji                               | - 1423 Francesco Foscari 1457 |
| Król Węgier                                | - 1444 Władysław Pogrobowiec 1457 |
| Cesarz Wietnamu                            | - 1442 Lê Nhân Tông 1459 |
| Wielki mistrz zakonu krzyżackiego          | - 1450 Ludwig von Erlichshausen 1467 |

Rok 1456 / MCDLVI
stulecia: XIV wiek ~
XV wiek ~
XVI wiek

lata: 1446 «
1451 «
1452 «
1453 «
1454 «
1455 «
1456
» 1457
» 1458
» 1459
» 1460
» 1461
» 1466

## Wydarzenia w Polsce
- 6 stycznia – wojna trzynastoletnia: wojska krzyżackie zdobyły zamek w Bratianie.
- 6 stycznia-19 stycznia (20) – w Piotrkowie obradował sejm walny[1].
- 8 stycznia – Kazimierz IV Jagiellończyk w wystosowanym do Lubeki liście oznajmił, że z nadchodzącą wiosną wyśle naves nostras (nasze okręty) przeciw swoim nieprzyjaciołom. Zdarzenie to można uważać za rozpoczęcie tworzenia floty kaperskiej.
- 30 stycznia – stoczona została Bitwa pod Rynem, między uzbrojonymi chłopami polskimi i wojskiem krzyżackim.
- 29 czerwca – hospodar Mołdawii Piotr III Aron złożył hołd lenny królowi Kazimierzowi IV Jagiellończykowi, przyjęty w jego imieniu przez polskich posłów.
- 8 września-22 września – w Piotrkowie obradował sejm[2].
- obradował Sejm Wielkiego Księstwa Litewskiego w Wilnie[3].

## Wydarzenia na świecie
- 4-22 lipca – wojska węgierskie pokonały armię osmańską pod Belgradem.
- 7 lipca – 25 lat po śmierci Joanny d’Arc papież Kalikst III unieważnił wyrok skazujący ją za czary, herezję, rozpustę i pychę.
- 24 sierpnia – zakończono pierwszy druk Biblii Gutenberga.
- 5 grudnia – około 35 tys. osób zginęło w trzęsieniu ziemi w południowych Włoszech.

## Urodzili się
- 1 marca – Władysław II Jagiellończyk, najstarszy syn Kazimierza IV Jagiellończyka i Elżbiety Rakuszanki, od 1471 roku król Czech, od 1490 roku król węgierski (zm. 1516)
- 11 czerwca - Anna Neville, królowa Anglii (zm. 1485)
- Jan Łaski, prymas Polski, kanclerz wielki koronny (zm. 1531)

## Zmarli
- 8 stycznia – Wawrzyniec Iustiniani, włoski kanonik laterański, patriarcha Wenecji, święty katolicki (ur. 1381)
- 30 marca – Piotr Regalado, hiszpański franciszkanin, święty (ur. 1390)
- 11 sierpnia – János Hunyady, węgierski dowódca wojskowy (ur. ok. 1387)
- 27 września – Wawrzyniec z Ripafratta, włoski dominikanin, błogosławiony katolicki (ur. ?)
- 23 października – Jan Kapistran, włoski franciszkanin, święty katolicki (ur. 1386)
- 25 listopada – Jacques Coeur, francuski finansista, skarbnik i doradca Karola VII (ur. 1395)

## Zdarzenia astronomiczne
- widoczna kometa Halleya.